# Furna GR
| GR ist das Kürzel für den Kanton Graubünden in der Schweiz. Es wird verwendet, um Verwechslungen mit anderen Einträgen des Namens Furna zu vermeiden. |

Furna (im walserdeutschen Ortsdialekt Furnä [furnæ, furnɐ], rätoromanisch Fuornⓘ) ist eine politische Gemeinde im Schweizer Kanton Graubünden. Sie gehört zur Region Prättigau/Davos.

## Geographie
Die Streusiedlung Furna liegt im mittleren Prättigau am Osthang des Furner Bergs (1824 m ü. M.). Das ausgedehnte Territorium umfasst im Wesentlichen die linke Talseite des Furner Bachs, eines rund 10 km langen linken Nebenflusses der Landquart. Im Süden wird das Tal durch die Hochwangkette abgeschlossen, die markantesten Gipfel sind der Hochwang (2533 m, höchster Punkt der Gemeinde) und der Cunggel (2413 m). Die westliche Begrenzung verläuft zunächst auf dem vom Hochwang nach Norden zum Wannenspitz (1970 m) ziehenden sanften Höhenrücken und dann in unregelmässigem Auf und Ab nordwestlich um den Furner Berg herum. Im Osten reicht das Gebiet bis zum tief eingeschnittenen, weglosen Tobel des Furner Bachs. Wanderer gelangen von Furna über den Faninpass nach Peist im Schanfigg.
Die Siedlungen verdichten sich in den Gruppen Usserberg, Mittelberg und Hinterberg. Daneben gibt es zahlreiche Einzelgehöfte.
Nachbargemeinden sind Arosa, Grüsch, Jenaz, Schiers und Trimmis (bis 31. Dezember 2007 als Exklave, nach Fusion mit Says direkt).

## Geschichte

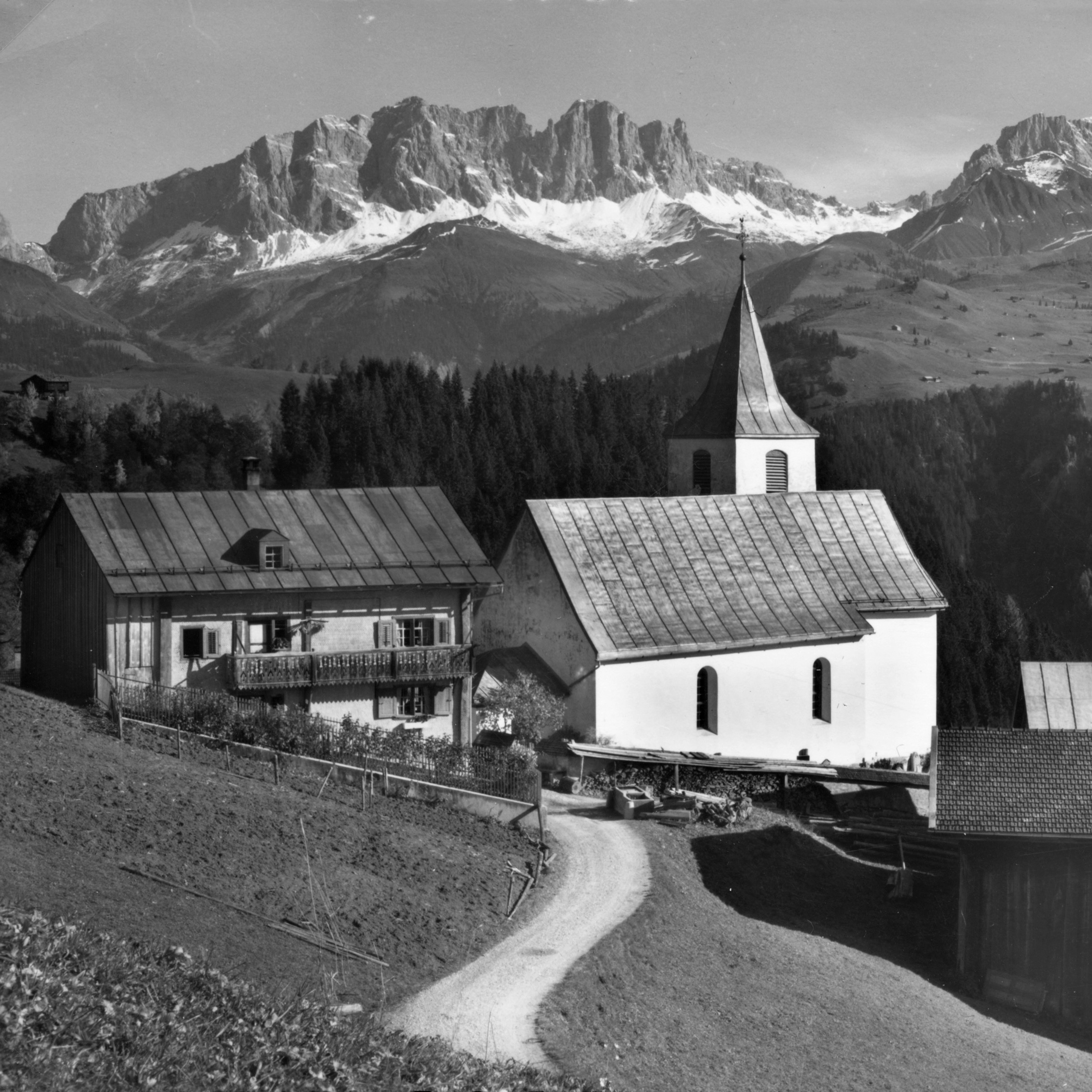
Kirche und Pfarrhaus in Furna, das erst 1968 ans Stromnetz angeschlossen wurde

Bereits 1394 ist auf dem nicht ganzjährig bewohnten Furnerberg eine Walsersiedlung erwähnt. Das Dorf selbst ist urkundlich erstmals 1479 als Furnen belegt. Im Spätmittelalter waren das Bistum Chur und die Grafen von Toggenburg Grundbesitzer. Im 14. und 15. Jahrhundert siedelten sich die Walser im Hofsystem an und es erfolgte eine Germanisierung. Furna war Teil des Hochgerichts Castels und gehörte zum Zehngerichtenbund, später zum Gericht Castels-Jenaz. Kirchlich gehörte es, vor und nach der 1526 eingeführten Reformation, zu Jenaz. Seit 1672 ist Furna eine selbstständige Pfarrei. Die Kirche St. Georg wurde um 1490 erbaut, der Turm 1690. Am 13. September 1931 wählten die Furner Greti Caprez-Roffler zur Pfarrerin und erweckten damit in der ganzen Schweiz Aufsehen. Die Wahl der ersten Pfarrerin Europas wurde gegen das Reglement der kantonalen Landeskirche durchgeführt, und prompt beschlagnahmten die kantonalen Kirchenbehörden das Kirchenvermögen.
1879 wurde die Fahrstrasse von Pragg nach Furna gebaut, 1936 eine Postautoverbindung aufgenommen. Furna wurde 1968 – als letztes Dorf des Kantons Graubünden und eines der letzten Dörfer in der Schweiz – elektrifiziert.
Insbesondere im Prättigau wurden darum Witze über die Furner und deren Rückständigkeit gemacht.
Das Dorf verfügt über eine Primarschule und eine bescheidene touristische Infrastruktur.

## Wappen
| Wappen von Furna GR | Blasonierung: «In Blau steigend goldener Halbmond, überhöht von zwei gekreuzten goldenen Pfeilen mit silbernem Strahl»                                   |
| Wappen von Furna GR | Die Pfeile aus dem Wappen der Familie Sprecher sind mit dem in Walser Familienwappen häufig vorkommenden Mond kombiniert. Farben des Zehngerichtenbunds. |

## Bevölkerung
| Bevölkerungsentwicklung | Bevölkerungsentwicklung | Bevölkerungsentwicklung | Bevölkerungsentwicklung | Bevölkerungsentwicklung | Bevölkerungsentwicklung | Bevölkerungsentwicklung | Bevölkerungsentwicklung |
| ----------------------- | ----------------------- | ----------------------- | ----------------------- | ----------------------- | ----------------------- | ----------------------- | ----------------------- |
| Jahr                    | 1850                    | 1900                    | 1950                    | 1990                    | 2008                    | 2020                    |                         |
| Einwohnerzahl           | 216                     | 209                     | 222                     | 211                     | 214                     | 207                     |                         |

## Verkehr und Wirtschaft
Die ländlich geprägte Gemeinde ist seit 1879 mit einer Fahrstrasse erschlossen. 1889 wurde die Bahnlinie Landquart–Klosters (Rhätische Bahn) mit der auf Gemeindegebiet Jenaz gelegenen Haltestelle Furna eröffnet, 1936 eine Postautoverbindung zwischen Station und Dorf eingerichtet.
Furna strebt eine Entwicklung im Sinne des sanften Tourismus an. Es gibt mehrere Berggasthäuser und eine Vielzahl von Möglichkeiten zum Wandern und Mountainbiken. Ein grosser Teil des Wintersportgebiets Grüsch-Danusa liegt auf Furner Gebiet.

## Sehenswürdigkeiten
Unter Denkmalschutz steht die reformierte Dorfkirche.